# Encinepeltus
L'encinepelto (gen. Encinepeltus) o eucinepelto (Eucinepeltus) è un mammifero cingolato estinto, appartenente ai gliptodonti. Visse nel Miocene inferiore (circa 17 - 16 milioni di anni fa) e i suoi resti fossili sono stati ritrovati in Sudamerica.

## Descrizione
Come tutti i gliptodonti, anche questo animale possedeva una corazza dorsale costituita da numerosissimi osteodermi fusi fra loro. Rispetto ad altri gliptodonti arcaici come Propalaehoplophorus, Encinepeltus era di dimensioni maggiori, e il solo cranio poteva arrivare ai venti centimetri di lunghezza. Il cranio, inoltre, era più largo rispetto a quello delle forme simili, e il suo scudo cefalico era costituito da 11-15 placche ossee saldate di grandi dimensioni, che presentavano una convessità centrale sovente perforata. Il cranio era depresso e presentava un muso piuttosto allungato.
Tra le caratteristiche dentarie di Encinepeltus si ricordano: molari inferiori che aumentavano di dimensioni dal primo al quinto; primo e secondo molare inferiore un po' ellittici, convessi nel lato interno e con una grande tacca e una scanalatura perpendicolare corrispondente nella parte posteriore; terzo e quarto molare inferiore bilobati, con il lobo interno anteriore molto più piccolo di quello successivo; i restanti molari trilobati.

## Classificazione
Il genere Encinepeltus venne descritto per la prima volta da Florentino Ameghino nel 1891, sulla base di fossili ritrovati in Argentina in terreni del Miocene inferiore. La specie tipo è Encinepeltus petesatus, ma a questo genere è stata ascritta anche la specie E. complicatus, anche se non è chiaro se sia effettivamente da attribuire a questo genere.
Encinepeltus è il genere più grande dei Propalaehoplophorini, un gruppo di gliptodonti arcaici, tipici della parte iniziale del Miocene, che comprendono anche i generi Propalaehoplophorus, Parapropalaehoplophorus e Asterostemma.